# Argelès-sur-Mer
Argelès-sur-Mer (catalansk: Argelers de la Marenda) er en by og kommune i departementet Pyrénées-Orientales i Sydfrankrig. Argelès ligger i det gamle landskab Roussillon, som er den franske del af Catalonien.
Argelès er i dag en populær badeby.

## Geografi
Argelès ligger ved Middelhavet tæt på den spanske grænse. Det meste af kommunen er en del af Roussillons store sletteområde. Overalt fra kommunen er der dog udsigt til Les Albères, som er en del af Pyrenæerne. Argelès har en 7 km lang sandstrand. Længst mod syd er der klippekyst. Floden Tech løber ud i Middelhavet nord for Argelès.
Mod nord ligger kommunerne Saint-Cyprien, Elne og Palau-del-Vidre, mod vest Saint-André, Sorède og Espolla og mod syd Collioure og Banyuls-sur-Mer.

## Navn
Argelès er afledt af ordet 'argile', som betyder fed jord/lerjord. Byvåbnet afbilder planten tornblad, som på catalansk hedder 'argelac', men det er kun en senere fonetisk afledning af bynavnet.

## Historie
To stendysser i kommunen Collet de Collioure og Cova del Alarb vidner om at kommunen har været beboet siden forhistorisk tid.
Romervejen Via Domitia, der blev lavet omkring 118 fvt. og forbinder Italien med den Iberiske Halvø, går gennem kommunen.
Byen Argelès nævnes første gang i 981 i et dokument, hvor der står den tilhører abbeden i Saint-Génis-des-Fontaines.
Efter at have hørt under kongerigerne Mallorca og Aragonien kom Roussillon og dermed Argelès efter Pyrenæerfreden i 1659 endeligt tilbage til Frankrig.
Under Pyrenæerkrigen blev Argelès besat af den spanske general Ricardos tropper i 1793-95.
Efter den spanske borgerkrig flygtede de tabende republikanere i stort tal til Frankrig. I februar 1939 og de kommende måneder blev over 100.000 interneret i en koncentrationslejr på stranden nord for Argelès. I starten af 2. verdenskrig blev lejren brugt til at internere udlændinge fra fjendtligtstillede lande i Frankrig. Dvs. tyskere og østrigere men f.eks. også romaer.
Siden 50'erne har byen været en populær badeby.

## Borgmesteren
| Navn                    | Periode     |
| ----------------------- | ----------- |
| Assiscle Bech           | 1790-1791   |
| Jean Grando             | 1791-1793   |
| Joseph Arman            | 1793-1794   |
| Jean Matignon           | 1794-1794   |
| Damien Padallé          | 1794-1796   |
| Bonaventure Verges      | 1796-1796   |
| François-Xavier Boluix  | 1796-1798   |
| Joseph Arman            | 1798-1799   |
| François-Xavier Boluix  | 1799-1800   |
| Marc Surjus             | 1800-1813   |
| Côme Ferran             | 1813-1815   |
| Paul Pujas              | 1815-1815   |
| Jean Azema              | 1815-1816   |
| Isidore Ferrer          | 1816-1821   |
| Bonaventure Verges      | 1821-1821   |
| Pierre Padallé          | 1821-1827   |
| Bonaventure Julia       | 1827-1829   |
| Joseph Arman            | 1829-1830   |
| Pierre Padallé          | 1830-1831   |
| Joseph Arman            | 1831-1837   |
| Jean Germain Pujol      | 1837-1840   |
| Alphonse Sebe           | 1840-1848   |
| François Sine           | 1848-1848   |
| Assiscle Padallé Bocamy | 1848-1848   |
| François Padallé Siné   | 1848-1848   |
| Thomas Bech             | 1848-1852   |
| Joseph Azema            | 1852-1855   |
| Germain Barbie          | 1855-1865   |
| Côme Ferran Comes       | 1865-1870   |
| Joseph Baylet           | 1870-1870   |
| Étienne Pujol           | 1870-1874   |
| Jacques Lanquine        | 1874-1876   |
| Étienne Pujol           | 1876-1877   |
| Michel Moret            | 1877-1878   |
| Étienne Pujol           | 1878-1890   |
| Jean Padallé Bocamy     | 1890-1892   |
| Marc Surjus-Coste       | 1892-1893   |
| Pierre Moreto           | 1893-1902   |
| Marc Surjus-Coste       | 1902-1908   |
| Louis Courtais          | 1908-1912   |
| Côme Anglade            | 1912-1914   |
| Vincent Rouzaud         | 1914-1915   |
| Dieudonné Vinyes        | 1915-1918   |
| Côme Anglade            | 1918-1919   |
| Louis Courtais          | 1919-1922   |
|                         |             |
| Frédéric Trescases      | 1944-1945   |
| Joseph Farre            | 1945-1947   |
| Germain Farre           | 1947-1947   |
| Frédéric Trescases      | 1947-1953   |
| Gaston Pams             | 1953 - 1981 |
| Isidore Fourriques      | 1981 - 1983 |
| Jean Carrère            | 1983 - 2001 |
| Pierre Aylagas          | 2001- 2016  |
| Antoine Parra           | 2016-       |

## Demografi

### Udvikling i folketal
| 1793 | 1800 | 1806 | 1821 | 1831 | 1836 | 1841 | 1846 | 1851 |
| ---- | ---- | ---- | ---- | ---- | ---- | ---- | ---- | ---- |
| 847  | 1064 | 1173 | 1401 | 1478 | 1964 | 2136 | 2251 | 2325 |

| 1856 | 1861 | 1866 | 1872 | 1876 | 1881 | 1886 | 1891 | 1896 |
| ---- | ---- | ---- | ---- | ---- | ---- | ---- | ---- | ---- |
| 2447 | 2456 | 2537 | 2600 | 2833 | 3134 | 3303 | 3413 | 3307 |

| 1901 | 1906 | 1911 | 1921 | 1926 | 1931 | 1936 | 1946 | 1954 |
| ---- | ---- | ---- | ---- | ---- | ---- | ---- | ---- | ---- |
| 3358 | 2913 | 2837 | 2851 | 2835 | 2966 | 2945 | 2968 | 2907 |

| 1962                                                              | 1968 | 1975 | 1982 | 1990 | 1999 | 2007 | 2011 | 2017  |
| ----------------------------------------------------------------- | ---- | ---- | ---- | ---- | ---- | ---- | ---- | ----- |
| 3659                                                              | 5022 | 5100 | 5723 | 7188 | 9069 | 9998 | 9939 | 10383 |
| Tal fra og med 1962 er uden dobbelttælling (sans doubles comptes) |      |      |      |      |      |      |      |       |